# ماکس رینتالر
ماکس رینتالر (انگلیسی: Max Reinthaler؛ زادهٔ ۲۲ مارس ۱۹۹۵) بازیکن فوتبال اهل ایتالیا است.
از باشگاه‌هایی که در آن بازی کرده‌است می‌توان به باشگاه فوتبال اودینزه و باشگاه فوتبال آگسبورگ اشاره کرد.